# Ada Becchi
Ada Becchi (Torino, 30 maggio 1937) è una politica ed economista italiana.

## Biografia
È cresciuta a Genova dove ha completato gli studi (liceo classico e laurea in economia). Durante l'università ha collaborato con l'Istituto di studi diretto da Luciano Cavalli.
Dopo la laurea è stata assunta dall'Ilva (poi Italsider) dove si è occupata degli interventi sociali connessi alla realizzazione dell'impianto di Taranto. Collaborava come assistente volontario con la cattedra di Tecnica industriale della facoltà di economia.
Nel 1963 si è trasferita a Roma, dove ha iniziato una collaborazione con un istituto di ricerca, l'Isvet. Ha contribuito a ricerche sulle politiche dei redditi e sull'intervento nel Mezzogiorno.
Dal 1965 al 1968 ha collaborato anche con il Comitato dei ministri per il Mezzogiorno. All'inizio degli anni '70 ha fondato con Paolo Ceccarelli, Francesco Indovina ed altri, la rivista "Archivio di studi urbani e regionali".
Dal 1969 al 1977 è stata il responsabile dell'ufficio studi della FIOM-CGIL Nel 1973 è stata chiamata come docente dalla facoltà di economia dell'università di Urbino (sede di Ancona) e nel 1977 è divenuta professore anche presso l'Istituto universitario di architettura di Venezia. L'attività presso l'IUAV si è conclusa con il pensionamento nel 2009. Negli anni '80 e '90 ha collaborato con l'università di Urbino.
È stata eletta alla Camera dei deputati nelle liste del PCI nel 1987. Ha aderito al gruppo parlamentare della Sinistra Indipendente, di cui dal 31 marzo 1991 è stata capogruppo. Nel 1989 ha fatto parte del Governo ombra del Partito Comunista Italiano come responsabile "Casa e Territorio". Dopo l'esperienza parlamentare è stata per un breve periodo (1993-1994) vice sindaco e assessore nel Comune di Napoli (giunta Bassolino).
Nella prima parte degli anni '90 ha coordinato un'attività di formazione e ricerca sull'economia criminale presso l'Ufficio Italiano dei Cambi (Banca d'Italia).
Negli ultimi anni ha curato la traduzione in italiano di due libri di Ben Steil: La battaglia di Bretton Woods (Donzelli editore, 2013) e Il piano Marshall: alle origini della guerra fredda (Donzelli editore, 2018).

## Pubblicazioni (principali)
- 1965, Il Mezzogiorno verso la programmazione, in Aa.Vv. Meridionalismo in crisi?, Angeli editore.
- 1968, Sviluppo economico e crescita urbana in Italia, Angeli editore.
- 1975, La formazione dei gruppi dirigenti delle imprese pubbliche, in Annali Feltrinelli, Feltrinelli.
- 1978, Sussidi lavoro Mezzogiorno, Angeli editore.
- 1979, Politiche del lavoro e garanzia del reddito in Italia, Il Mulino.
- 1982, L'organizzazione imprenditoriale, in Manuale delle relazioni industriali, Il Mulino.
- 1984, Napoli miliardaria. Economia e lavoro dopo il terremoto, Angeli editore.
- 1986, Transizione industriale e delle relazioni industriali: il caso Fiat, Angeli editore - con S. Negrelli.
- 1990, Opere pubbliche, "Meridiana", n. 9.
- 1993, Proibito? Il mercato mondiale della droga - Donzelli Editore - con M. Turvani
- 1994, L'economia criminale - Laterza Editore - con G. M. Rey
- 1994, Napoli vista dal comune, "Meridiana", n. 21.
- 2000, Criminalità organizzata. Paradigmi e scenari delle organizzazioni mafiose in Italia - Donzelli Editore.
- 2001, Professionisti e mediatori per una riforma delle libere professioni - Donzelli Editore.
- 2016, La città del XXI secolo. Ragionando con Bernardo Secchi, Angeli editore - con altri autori.
- 2019 - L'autunno caldo. Cinquant'anni dopo - Donzelli Editore - con  Sangiovanni